# Àncora
|  | Per a altres significats, vegeu «Àncora (revista)». |

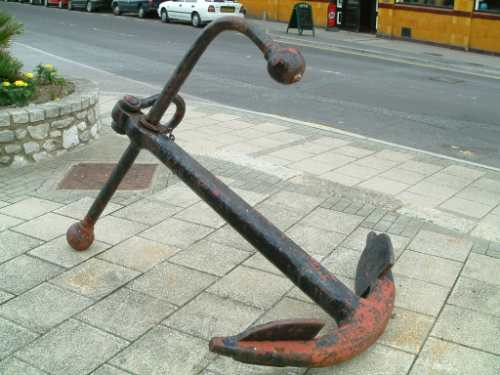
Àncora tradicional del tipus fisherman o Admiralty

Una àncora, també anomenada cosmort a l'Alguer, és un instrument nàutic que permet a un vaixell fixar la seva posició en el mar, aferrant-se al fons marí sense preocupar-se dels corrents, impedint que navegui a la deriva.
Els vaixells petits usualment només disposen d'una àncora, unida a la nau amb cadena, o cadena i corda, segons la seva eslora, i els més grans en tenen tres, una a la popa i dues a la proa enganxades amb cadenes.
Les àncores poden arribar a pesar tres tones, i en els petroliers, de tretze a quinze tones, i en els superpetroliers més de vint tones.

## Documents sobre l'ús d'àncores
Una de les cites antigues més conegudes sobre l'ús de les àncores correspon a un dels viatges i naufragis de Sant Pau.
El relat indica el gran nombre d'àncores que portava una nau mercant romana i l'eficàcia de les àncores de l'època.